# Vieux (Calvados)
Vieux – miejscowość i gmina we Francji, w regionie Normandia, w departamencie Calvados.
Według danych na rok 1990 gminę zamieszkiwało 671 osób, a gęstość zaludnienia wynosiła 122 osoby/km² (wśród 1815 gmin Dolnej Normandii Vieux plasuje się na 337. miejscu pod względem liczby ludności, natomiast pod względem powierzchni na miejscu 841.).